# Краснопільська волость (Олександрійський повіт)
Краснопільська волость — адміністративно-територіальна одиниця Олександрійського повіту Херсонської губернії.
Станом на 1886 рік складалася з 10 поселень, 10 сільських громад. Населення — 1175 осіб (586 осіб чоловічої статі та 589 — жіночої), 232 дворових господарств.
|                     | Площа, десятин | У тому числі орної, дес. |
| ------------------- | -------------- | ------------------------ |
| Сільських громад    | 1508           | 544                      |
| Приватної власності | 7642           | 2733                     |
| Казенної власності  | —              | —                        |
| Іншої власності     | 120            | 40                       |
| Загалом             | 9270           | 3717                     |

Найбільше поселення волості:
- Краснопілля — село при балці Дубовій за 25 верст від повітового міста, 309 осіб, 59 дворів, молитовний будинок. За ½ версти — винокурний завод. За 15 верст — цегельний завод.